# Bushismo

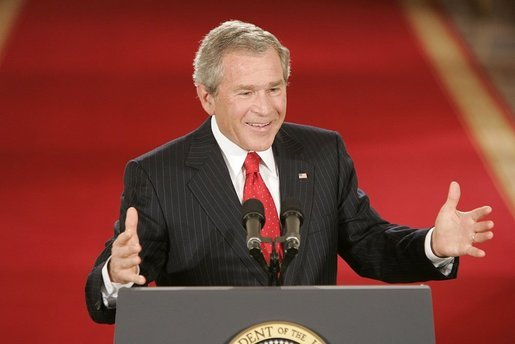
George W. Bush.

Un bushismo es un neologismo (del inglés estadounidense bushism) para denotar una palabra, frase o pronunciación incorrecta u otro error gramatical en que incurre con bastante frecuencia en discursos públicos el expresidente de los Estados Unidos, George W. Bush, que suelen usarse en caricaturas de él. Estos han llevado, en el folclore popular, a la formación de ciberpáginas e, incluso, a la publicación de libros. También se le conoce como Bushspeak o Bushtalk (discurso o habla de Bush).[cita requerida]
Aunque es común que personas que dan discursos con frecuencia incurran en errores, George W. Bush emplea ciertas construcciones gramaticales insólitas:
- El añadir sufijos (agentive endings, Nomina agentis), los –er u –or para convertir los verbos en sustantivos, que en inglés no se dan, por ejemplo: “suiciders” (*“suicidador”), “decider” (*“decididor”), “game changer” (“cambiador de juego”) o “truth teller” (*“contador de verdad”). [cita requerida]
  - Bush ha empleado la palabra “suicider” (*“suicidador”), en vez del correcto “suicide” (“suicida”), en varias ocasiones: 7 de octubre de 2003,[1] 23 de mayo de 2006,[2] 25 de mayo de 2006.[3]
- La creación de palabras compuestas que no existen formalmente; por ejemplo: “misunderestimated” (*“malinfraestimado”) y “Hispanically” (*“hispánicamente”).[cita requerida]
- Sintaxis extraña como: “We had a chance to visit with Teresa Nelson who's a parent and a mom or a dad” (“Tuvimos la oportunidad de visitar a Teresa Nelson, quien es uno de los padres y una mamá o un papá”).[cita requerida]
- El empleo de palabras u oraciones obvias o irrelevantes, tales como “Wow, Brazil is big!” (“¡guau, Brasil es grande!”).[4]
- La conjugación irónicamente incorrecta de verbos, como en la frase “Rarely is the question asked: Is our children learning?” (“Rara vez se hace la pregunta: ¿Está aprendiendo nuestros hijos?”)[5]
- La pluralización irónicamente redundante de sustantivos, como en la frase “As yesterday's positive report card shows, childrens do learn when standards are high and results are measured.” (“Como demuestra el informe positivo de ayer, los níñoses sí aprenden cuando los estándares son altos y se miden los resultados.”)[6]
- Oraciones con gran diferencia entre mensaje e intención: “Our enemies are innovative and resourceful, and so are we. They never stop thinking about new ways to harm our country and our people, and neither do we.” (“Nuestros enemigos son innovadores e ingeniosos. Nosotros también. Nunca dejan de pensar en formas de dañar nuestro país y nuestra gente. Nosotros tampoco.”)[cita requerida]

## Lista de Bushismos
Véase Wikiquote: George W. Bush.